# Премислава Владимировна
Премислава Владимировна (умерла в 1015) — герцогиня Венгрии, супруга герцога междуречья Мароша и Грона Ласло Лысого.
Дочь князя Руси киевской
Владимира Крестителя и Рогнеды Полоцкой. В 1000 году вышла замуж за Ласло Лысого. Эти сведения получены на основе того, что в качестве жены Ласло указана некая «Премислава» и «русского происхождения».
О её потомстве ничего неизвестно.

## Комментарии
1. ↑  Встречается ошибочное указание, что мужем был Андраш I, однако он женится на её племяннице Анастасии Ярославне.